# Гамбург-Аймсбюттель
Аймсбюттель (нім. Eimsbüttel) — однойменна і найбільш густонаселена частина району Аймсбюттель вільного та ганзейського міста Гамбург. Місцевість відома завдяки будівлям які беруть свій початок у період економічного розвитку Німеччини та Австро-Угорщини у ХІХ столітті до економічної кризи 1873 року.

## Історія
Аймсбюттель вперше згадується в документі 1275 року як одне з найменших сіл на околиці Гамбурга в рамках продажу землі черницям сусіднього монастиря Гервардешуде під назвою Еймерсбюттеле. З точки зору історії поселення, воно, таким чином, належить до так званих місцевостей бюттель (нім. Büttel), засновником якої в цьому випадку був чоловік на ім’я Елімар (нім. Elimar).